# Biosfærereservater i Latinamerika og Caribien
Der er  (pr. april 2023)  132 Biosfærereservater i Latinamerika og Caribien under UNESCOs Man and the Biosphere Program. De er en del af Verdensnetværket af biosfærereservater.  Disse er fordelt på 22 lande i Latinamerika og Caribien.

## Listen
Nedenfor er listen over biosfærereservater i Latinamerika og Caribien, organiseret efter land/territorium, sammen med det år, hvor disse blev udpeget som en del af Verdensnetværk af biosfærereservater.

### Argentina
- San Guillermo biosfærereservat (1980)[2]
- Laguna Blanca Nationalpark[3] (1982)
- Costero del Sur biosfærereservat[4](1984)
- Ñacuñán biosfærereservat[5] (1986)
- Laguna de Pozuelos[6] (1990)
- Yabotí biosfærereservat[7] (1995)
- Mar Chiquita biosfærereservat[8] (1996)
- Delta del Paraná biosfærereservat[9] (2000)
- Riacho Teuquito biosfærereservat[10] (2000)
- Laguna Oca del Río Paraguay biosfærereservat[11] (2001)
- Las Yungas biosfærereservat[12] (2002)
- Andino Norpatagonica biosfærereservat[13] (2007)
  - Lanín Nationalpark
  - Nahuel Huapi Nationalpark
  - Los Arrayanes Nationalpark
  - Lago Puelo Nationalpark
  - Los Alerces Nationalpark
- Pereyra Iraola biosfærereservat[14] (2007)
- Valdés biosfærereservat[15] (2014)
- Patagonia Azul biosfærereservat[16] (2015)

### Bolivia
- Pilón Lajas biosfærereservat[17] (1977)
- Ulla Ulla[18] (1977)
- Beni biosfærereservat[19] (1986)

### Brasilien
- Atlantiske regnskov biosfærereservat (Mata Atlântica)[20] (inklusiv São Paulo City grønne bælte biosfærereservat[21] (1993)
- Cerrado [22] (1993)
- Pantanal [23](2000)
- Caatinga biosfærereservat[24] (2001)
- Centrale Amazon[25] (2001)
- Espinhaço-bjergene biosfærereservat [26] (2005)

### Chile
- Fray Jorge[27] (1977)
- Juan Férnandez[28] (1977)
- Torres del Paine[29] (1978)
- Laguna San Rafael[30] (1979)
- Lauca biosfærereservat[31] (1981)
- Araucarias[32] (1983)
- La Campana-Peñuelas[33] (1984)
- Cabo de Hornos[34] (2005)
- Bosques Templados Lluviosos de los Andes Australes unesco.org hentet 13. april 2023[35] (2007)
- Corredor Biológico Nevados de Chillán - Laguna del Laja[36] (2011)

### Colombia
- Cinturón Andino biosfærereservat[37] (1979)
  - Cueva de los Guácharos
  - Puracé
  - Nevado del Huila
- El Tuparro biosfærereservat[38] (1979)
- Sierra Nevada de Santa Marta[39] (1979)
- Ciénaga Grande de Santa Marta[40] (2000)
- San Andrés y Providencia (Seaflower)[41] (2000)

### Costa Rica
- La Amistad internationale park (1982)
- Cordillera Volcánica Central  (1988, udvidet i 2010)
- Caño Negro vildtreservat  Aqua y Paz (2007)
- Savegre biosfærereservat  (2017)[42]

### Cuba
- Sierra del Rosario (1984)
- Cuchillas del Toa (1987)
- Península de Guanahacabibes (1987)
- Baconao (1987)
- Ciénaga de Zapata (2000)
- Buenavista (2000)

### Dominikanske republik
- Jaragua - Bahoruco - Enriquillo (2002) (fusioneret med tilstødende Haitis La Selle i 2017  )

### Ecuador
- Archipiélago de Colón (Galápagos) (1984)
- Yasuni (1989)
- Sumaco (2000)
- Podocarpus-El Condor (2007)
- Macizo del Cajas (2013)
- Bosque Seco (2014)
- Bosques de Paz (2017, shared with Peru)[42]
- Choco Andino de Pichincha (2018)

### El Salvador
- Apaneca-Llamatepec (2007)
  - Coatepeque Caldera
  - Izalco
- Xiriualtique Jiquilisco (2007)
- Trifinio Fraternidad grænseoverskridende biosfærereservat (El Salvador/Guatemala/Honduras) (2011)

### Guadeloupe
- Guadeloupe Nationalpark

### Guatemala
- Maya (1990)
- Sierra de las Minas (1992)
- Trifinio Fraternidad Transboundary Biosphere Reserve (El Salvador/Guatemala/Honduras) (2011)

### Haiti
- La Selle (2012) (fusioneret med tilstødende Jaragua-Bahoruco-Enriquillo, Den Dominikanske Republik, i 2017.  )
- La Hotte (2016)

### Honduras
- Río Plátano (1980)
- Trifinio Fraternidad Transboundary Biosphere Reserve (El Salvador/Guatemala/Honduras) 2011 (extended in 2016)
- Cacique Lempira, Señor de las Montañas  (2015)
- San Marcos de Colón (2017)[42]

### Mexico
- Mapimí (1977)
- La Michilía (1977)
- Montes Azules (1979)
- El Cielo (1986)
- Sian Ka'an (1986)
- Sierra de Manantlán Biosphere Reserve (1988)
- Calakmul (1993)
- El Triunfo (1993)
- El Vizcaíno (2021)
- Alto Golfo de California (1993)
- Alto Golfo de California (1995)
- Sierra Gorda (2001)
- Banco Chinchorro (2003)
- Sierra La Laguna (2003)
- Ría Celestún (2004)
- Ría Lagartos (2004)
- Cumbres de Monterrey (2006)
- Huatulco (2006)
- La Encrucijada (2006)
- La Primavera (2006)
- La Sepultura (2006)
- Laguna Madre and Río Bravo Delta (2006)
- Los Tuxtlas (2006)
- Maderas del Carmen (2006)
- Mariposa Monarca (2006)
- Pantanos de Centla (2006)
- Selva El Ocote (2006)
- Sierra de Huautla (2006)
- Volcán Tacaná (2006)
- Arrecife Alacranes (2006)
- Barranca de Metztitlán (2006)
- Chamela-Cuixmala (2006)
- Cuatrocienagas (2006)
- Sistema Arrecifal Veracruzano (2006)
- Sierra de Álamos–Río Cuchujaqui (2007)
- Islas Marietas (2008)
- Lagunas de Montebello (2009)
- Naha-Metzabok (2010)
- Los Volcanes (2010)
- Islas Marías (2010)
- Tehuacán-Cuicatlán (2012)
- Isla Cozumel (2016)

### Nicaragua
- Bosawas (1997)
- Río San Juan (2003)
- Ometepe Island (2010)

### Panama
- Darien nationalpark (1983)
- La Amistad International Park (2000)

### Paraguay
- Bosque Mbaracayú (2000)
- El Chaco (2005)
- Itaipu (2017),[42] part of Alto Paraná Atlantic forests

### Peru
- Huascarán (1977)
- Manu (1977)
- Noroeste Amotapes–Manglares (1977, expanded and renamed 2016)
  - Cerros de Amotape National Park
  - El Angolo Game Preserve
  - Tumbes Reserved Zone
  - Tumbes Mangals National Sanctuary
- Oxapampa-Ashaninka-Yanesha (2010)
  - Yanachaga–Chemillén National Park
  - San Matías–San Carlos Protection Forest
  - Yanesha Communal Reservation
  - El Sira Communal Reserve
- Gran Pajatén (2016)
  - Rio Abiseo nationalpark
- Bosques de Paz (2017, shared with Ecuador)[42]

### Saint Kitts og Nevis
- St Mary's (2011)

### Uruguay
- Bañados del Este (1976)
- Bioma Pampa-Quebradas del Norte (2014)

### Venezuela
- Alto Orinoco-Casiquiare (1993)
- Delta del Orinoco (2009)

## Eksterne links
- Liste over UNESCOs verdensnetværk af biosfærereservater i Latinamerika og Caribien (engelsk)